# Papaver indigirkense
Papaver indigirkense är en vallmoväxtart som beskrevs av Yurtsev. Papaver indigirkense ingår i släktet vallmor, och familjen vallmoväxter. Inga underarter finns listade i Catalogue of Life.